# Natura naturata
Natura naturata (с лат. — «природа произведённая») — средневековый философский термин, называющий наш мир.[уточнить]
Философия Спинозы (ум. 1677) рассматривает мир (природу произведённую), как самопознание Бога-Творца (природы производящей; лат. natura naturans).

## Монизм Спинозы
Бенедикт Спиноза развивает идею, что существует только одна субстанция (Бог), которая состоит из бесконечного множества атрибутов. Бог — «natura naturans», то есть внутренняя (имманентная) причина всего сущего; мир — самопознание Божества (natura naturata). Божество познаётся человеком в двух атрибутах: в протяжённости (трёхмерное пространство) и мышлении. Между атрибутами существует тождество, то есть порядок и связь идей тождественны с порядком вещей.
Существует «модус» (лат. modus) — видоизменение или единичное состояние субстанции в обоих её атрибутах, мышлении и протяжённости. Все модусы в совокупности составляют природу произведённую (natura naturata).
В монизме Спинозы (всё есть Бог, и всё есть Природа) присутствует дуализм активного и пассивного. Об этом пишет один[кто?] исследователь его философии, который объясняет традиционные термины так: «Natura naturans — это самая божественная сторона Бога, вечная, неизменная и незримая, в то время как natura naturata — это наиболее естественная сторона Бога, преходящая, изменяющаяся и видимая»

## У Шопенгауэра
Как natura naturata — предмет физики, так natura naturans — предмет метафизики.— Артур Шопенгауэр, Об истории философии

## В каббале «природный, или телесный, мир»
В каббале третья и последняя триада дерева Сфирот — Не́цах («Торжество»), Ход («Слава» или «Величие») и Йесод («Основание») — образует «природный, или телесный, мир», совпадающий с «natura naturata» у Спинозы.